# Pod słońcem Toskanii (wspomnienia)
Pod słońcem Toskanii: U siebie we Włoszech (ang. Under the Tuscan Sun: At Home in Italy) – książka autobiograficzna Frances Mayes opublikowana w 1996 roku. Dzieło to utrzymywało się na liście bestsellerów „New York Times” przez dwa lata.

## Treść
Frances Mayes, Amerykanka po czterdziestce, po burzliwym rozwodzie, postanawia rozpocząć życie od nowa. Przybywa do Toskanii wraz z nowym partnerem, gdzie nabywają zniszczony dom i postanawiają się w nim osiedlić. Dom jest ruiną do remontu. Książka to opis codziennych wydarzeń, drobnych zmagań, remontów, zakupów i wszystkich innych towarzyszących codziennemu życiu problemów, radości, niespodzianek. 
Na podstawie książki powstał film o tym samym tytule, jednak różniący się znacząco od literackiego pierwowzoru.